# لوگر پ۰۸
تپانچه پارابلوم که عموماً با عنوان لوگر یا لوگر پ۰۸ شناخته می‌شود، یک تپانچه‌ی نیمه‌خودکار است که در سال ۱۸۹۸ توسط گئورگ لوگر، مهندس اتریشی طراحی و سپس در چندین کشور جهان تولید آغاز شد.
لوگر از اولین انواع سلاح‌های کمری نیمه‌اتوماتیک است. این نوع سلاح‌ها با توجه به امکان شلیک پیاپی فقط با فشردن ماشه بر سلاح‌های کمری رولور برتری داشتند. یکی دیگر از عوامل اهمیت این تپانچه طراحی فشنگ معروف ۹x۱۹ پارابلوم برای آن است، فشنگی که هم‌اکنون بیشترین استفاده را در سلاح‌های کمری و مسلسل‌های دستی دارد.
لوگر که در ابتدا از فشنگ‌های ۷٫۶۵x۲۱ استفاده می‌کرد از سال ۱۹۰۰ به عنوان سلاح کمری ارتش سوئیس انتخاب شد. از سال ۱۹۰۸ نوع جدید لوگر که از فشنگ‌های جدید ۹x۱۹ پارابلوم استفاده می‌کردند به عنوان سلاح کمری سازمانی ارتش امپراتوری آلمان انتخاب شد. عدد ۰۸ یا ۱۹۰۸ در نام این سلاح هم به همین سال اشاره دارد. این سلاح در دو جنگ جهانی به‌طور گسترده مورد استفاده ارتش آلمان قرار گرفت اما از سال ۱۹۳۸ تپانچه والتر پ۳۸ جای آن را به عنوان سلاح کمری سازمانی ارتش آلمان گرفت. تغییر لوگر به دلیل کارایی کمتر آن نبود بلکه فقط به این دلیل صورت گرفت که ساخت لوگر بسیار دشوار، پرهزینه، و زمان‌بر بود. طول لوگر ۲۲۲ میلی‌متر، طول لوله آن ۱۰۳ میلی‌متر و وزن آن ۸۷۷ گرم است. خشاب آن نیز ظرفیت ۸ فشنگ را دارد و شتاب گلوله در هنگام خروج از لوله ۳۸۱ متر بر ثانیه است.

## تاریخچه طراحی
این اسلحه در واقع نسخهٔ بهینه‌سازی شده از اسلحهٔ بورشارت سی ۹۳ Borchardt C-93 بود که توسط هوگو بورشارت طراحی و ساخته شده بود. شرکت تولیدکننده که بورشارت با آنها قرارداد بسته بود، بعد از دریافت بازخوردهای سربازانی که در جنگ جهانی اول از این تپانچه استفاده کرده بودند، دستور تغییر طراحی تپانچه را به بورشارت دادند. اما بورشارت که تپانچهٔ خود را «بی نقص» و «بی همتا» و خوش ساخت می‌دانست و پیشنهاد همکاری با مهندس دیگری را هم رد کرد و از طراحی دوباره و رفع عیب سر باز زد. به همین دلیل کارخانه عملاً بورشارت را اخراج کرده، طرح او را به بهایی اندک صاحب شده و جرج لوگر را که در آن زمان طراح ماهری بود به خدمت گرفته تا اسلحه بورشارت سی ۹۳ را رفع عیب کند. لوگر با تغییر نوع فنر تپانچهٔ بورشارت از حالت فنر مارپیچ داخل پیچ به فنر S شکل تپانچهٔ لوگر، بخش پشتی زشت و دست و پاگیر تپانچهٔ بورشارت را حذف نمود که در ارگونومی و تعادل وزن طرح جدید تپانچه تأثیر مثبتی گذاشت. تغییر دستهٔ تپانچه از حالت عمودی به حالت ارگونومی دیگر تغییر بود که لوگر اعمال کرد.نتیجهٔ حاصل، تپانچهٔ خوش ساخت لوگر پی ۰۸ نامگذاری شد که عملاً بر بستر تپانچهٔ بد ساخت و بد شکل بورشارت طراحی شد.

## ریشه نام
پارابلوم از یک ضرب‌المثل لاتین ریشه گرفته که می‌گوید: "Si vis pacem para bellum" که معنی آن این است: "اگر صلح می‌خواهی برای جنگ آماده شو". این اصطلاح از شعارهای شرکت سلاح و مهمات‌سازی آلمان بود.

## انواع
این تپانچه در ۳ نوع مختلف ساخته شد: نوع معمولی پ۰۸ با لولهٔ کوتاه ۱۰۰ میلی‌متری، نوع متوسط پ۰۴ با لوله متوسط ۱۵۰ میلی‌متری برای استفاده نیروی دریایی آلمان و نوع لوله بلند ۲۰۰ میلی‌متری با قابلیت نسب قنداق جدا شونده جهت استفاده نیروی توپخانه.

## کاربران
تپانچه لوگر یکی از رایج‌ترین اسلحه‌های کمری نیمه نخست سده بیستم است. از سال ۱۹۰۰ به عنوان سلاح کمری سازمانی ارتش سوئیس انتخاب شد، از سال ۱۹۰۴ وارد نیروی دریایی امپراتوری آلمان شد و از سال ۱۹۰۸ به عنوان سلاح کمری استاندارد نیروی زمینی امپراتوری آلمان انتخاب شد و از سال ۱۹۱۱ همین جایگاه را در ارتش چین پیدا کرد. این سلاح در جنگ جهانی اول و دوم توسط آلمان استفاده وسیع شد.
در طول جنگ جهانی لوگر به دلیل طراحی ارگونومیک (زاویه ۵۵ درجه دسته) و دقت بالای آن مورد ستایش سربازان آمریکایی بود. در زمان رضاشاه چندین عدد از این تپانچه جهت به‌کارگیری و خدمت از آلمان وارد ایران شد.
- برزیل[۲]
- بلغارستان[۳]
- فنلاند[۴]
- آلمان[۵]
  -  امپراتوری آلمان[۶]
  -  جمهوری وایمار[۶]
  -  رایش سوم[۶]
- ایران
- پرتغال[۷]
- سوئیس[۴]

## خصوصیات
نکته قابل توجه در مورد لوگر این است که اولین اسلحه‌ای بود که در کالیبر ۹ میلی‌متری ساخته شد. هرچند فشنگ پایه آن ۷٫۶۵ میلی‌متری پارابلوم بود و بعدها کالیبر ۴۵٫ آن نیز ساخته شد.
- وزن: ۸۷۰ گرم
- طول: ۲۲۲ میلی‌متر
- طول لوله: از ۹۸ تا ۲۰۳ میلی‌متر
- گلوله: ۶۵/۷و ۹ میلی‌متری لوگر
- ظرفیت: ۸ تیر

## عملکرد لوگر

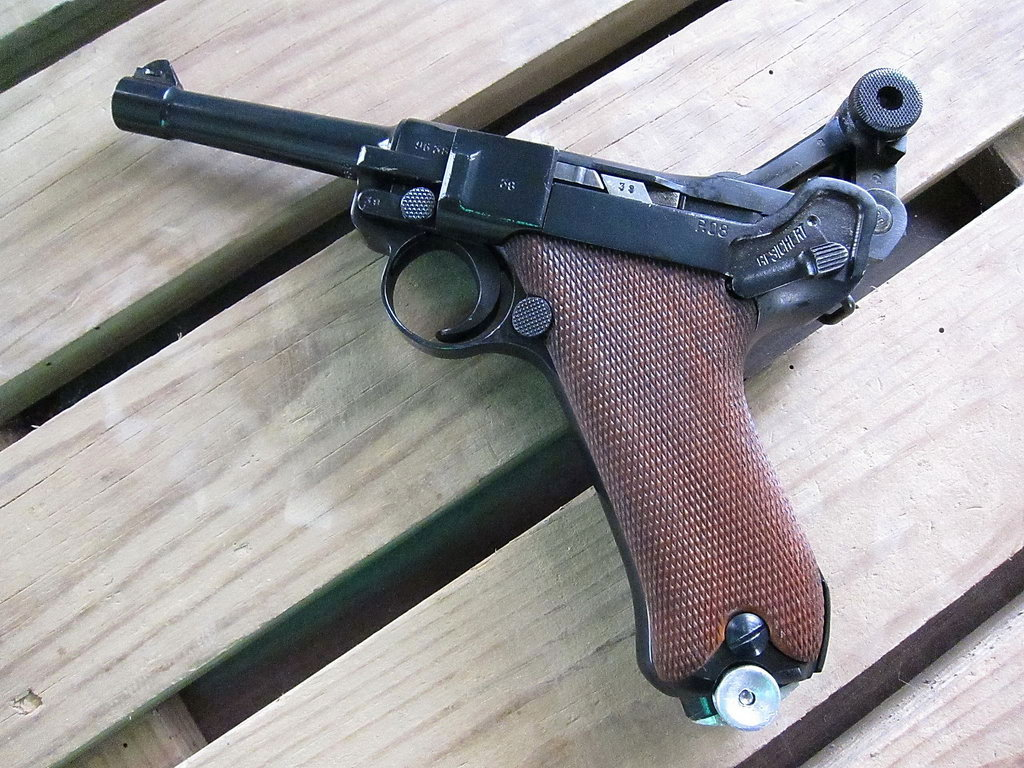
لوگر ساخت ۱۹۴۱

به اصطلاح تاگل_اکشن است و به این صورت است که در پشت مخزن دو قطعه باهم به صورت زانویی به هم متصل می‌باشند. قبل از شلیک این دو قطعه در امتداد هم مثل پای انسان قرار دارند و بعد از شلیک این قطعه مثل زانو از وسط جمع می‌شود گلوله به خارج پرتاب می‌شود و ابتدای زانویی به زایده برخورد می‌کند و مجددآ به حالت اولیه بازمی‌گردد و برخلاف دیگر اسلحه‌های مثل کلت که لوله اسلحه به پایین می‌لغزد در لوگر لوله فقط در امتداد بدنه حرکت موازی می‌کند و این دقت اسلحه را زیاد می‌کند.

## امروزه
امروزه لوگر به صورت محدود و در چند شرکت محدود برای کلکسیون دارها ساخته می‌شود و قطعات آن کمیاب و گران است؛ و نوع قدیمی آن با وجود کمیاب بودن حدود ۱٬۲۰۰٬۰۰۰ دلار هم قیمت‌گذاری شده‌است.